# Everton Luiz Guimarães Bilher
Everton Luiz Guimarães Bilher (Porto Alegre, 24 de maio de 1988) é um futebolista brasileiro que joga pelo Waasland-Beveren.

## Carreira
Nascido em Porto Alegre, Éverton assinou um contrato com a Ponte Preta em 2007. Em abril de 2009 ele foi contratado pelo Palmeiras, assinou um contrato de 4 anos. Ele foi emprestado ao Marília em fevereiro de 2010 e prorrogado em julho até o final de 2010, Campeonato Brasileiro Série C.
Em janeiro de 2012 ele foi contratado pelo CRB em contrato de 1 ano. Em julho de 2012 ele foi contratado pelo San Luis F.C
Em janeiro de 2012, ele chegou até a ser anunciado pelo CRB, porem o jogador acabou se transferindo para o Criciúma, não dando certo, o jogador se transferiu-se CRB para a disputa do Campeonato Alagoano, Serie C e Copa do Brasil.
Com o termino do Alagoano, Everton acabou se transferindo para o FC Lugano
Um lamentável acontecimento de teor racista ocorreu na última rodada do Campeonato Sérvio. O Rad Belgrado recebeu o Partizan em casa para disputar três pontos na tabela. Normal que por serem rivais da mesma cidade, a atmosfera predominante nas arquibancadas fosse de hostilidade na recepção aos rivais. Não foi normal, porém, o que fizeram com o brasileiro Everton Luiz, do Partizan, ao longo dos 90 minutos. O meia abandonou o gramado em lágrimas depois de ter que aguentar calado insultos raciais sendo proferidos por torcedores do Rad durante toda a partida. Antes de deixar o campo, no entanto, Everton Luiz mostrou o dedo do meio para a torcida anfitriã, reação que gerou cenas ainda mais deploráveis dentro e fora das quatro linhas.

## Títulos
CRB
- Campeonato Alagoano: 2012, 2013